# Druid Hills
För Druid Hills i Kentucky, se Druid Hills, Kentucky.
Druid Hills är en förort till Atlanta, belägen i DeKalb County i Georgia. Platsen hade 12 741 invånare vid folkräkningen 2000. Emory University och Centers for Disease Control and Prevention ligger i Druid Hills.